# Hans-Dieter Scherthan
Hans-Dieter Scherthan (* 24. Juli 1943 in Landau in der Pfalz; † 17. April 2018 in Karlsruhe) war ein deutscher Kaufmann und Politiker (CDU).

## Leben
Scherthan besuchte die Volksschule und machte dann eine Verwaltungslehre. Anschließend war er kaufmännischer Angestellter und später Geschäftsführer im Baugewerbe. Ab 1977 war er selbstständiger Kaufmann in Ranschbach.

## Politik
Von 1967 bis 1970 war er Ortsvorsitzender, von 1973 bis 1976 Kreisvorsitzender der Jungen Union. 1968–1973 war er Geschäftsführer der CDU Südpfalz und ab 1979 Kreisvorsitzender der CDU.
1974 wurde er Ortsbürgermeister von Ranschbach. Gleichzeitig war er 1974 bis 1979 Mitglied des Kreistags. 1979 wurde er Mitglied des Verbandsgemeinderats und 1985 Vorstandsmitglied des Landkreistags Rheinland-Pfalz. Bis 1992 war er Erster Kreisdeputierter des CDU-Kreisverbands Südliche Weinstraße.
1983 wurde er in den zehnten Landtag Rheinland-Pfalz gewählt, dem er zwei Wahlperioden lang bis 1991 angehörte. Im Landtag war er in der 10. Wahlperiode Mitglied im Rechtsausschuss und dem Untersuchungsausschuss "Strafsache Kanter" und in der 11. Wahlperiode im Ausschuss für Wirtschaft und Verkehr.
1991 wurde er mit dem Bundesverdienstkreuz ausgezeichnet.